# Hélène Defrance
Hélène Defrance (ur. 11 sierpnia 1986) – francuska żeglarka sportowa, brązowa medalistka olimpijska z Rio de Janeiro.
Zawody w 2016 były jej pierwszymi igrzyskami olimpijskimi. W Brazylii zajęła trzecie miejsce w klasie 470, załogę jachtu tworzyła również Camille Lecointre. Była mistrzynią świata w tej klasie w 2016 i brązową medalistką mistrzostw globu w 2015.